# Harald Kidde
Harald Henrik Sager Kidde (Vejle, 1878 – Hareskov, 1918) è stato uno scrittore danese.

## Biografia
Ardito teologo, fu autore di romanzi come Aage og Else (1902) e L'eroe (1912), storia di un vero cristiano in un mondo di ipocriti. Sposò la scrittrice Astrid Ehrencron-Kidde (1871-1960).
Morì di influenza spagnola nel 1918.

## Opere
- Sindbilleder (1900)
- Mennesker (1901)
- Tilskueren 1901, Menneskenes Søn
- Aage og Else, Døden (1902)
- Aage og Else, Livet (1902)
- Luftslotte (1904)
- Tilskueren 1904, Smertens Vej»
- Tilskueren 1905, Drømmerier»
- De Blinde (1906)
- Loven (1908)
- Aften (1908)
- Den Anden (1909)
- De Salige (1910)
- L'eroe (Helten) (1912)
- Mødet Nytårsnat, en Krønike fra Anholt (1917)
- Jærnet, Roman om Järnbärerland (1918)
- Vandringer (1920)
- Dinkelsbühl (1931)
- Under de Blomstrende Frugttræer (1942)
- Parabler (1948)
- Krageskrigene (1953)